# Лидеры эскадренных миноносцев проекта 48
Лидеры эскадренных миноносцев проекта 48, известные также как лидеры эскадренных миноносцев типа «Киев» (по названию головного корабля) — тип лидеров эскадренных миноносцев, строившихся в 1939—1941 годах для советского Военно-Морского Флота. Всего по проекту 48 для «Большого флота» СССР на советских верфях должно было быть построено двадцать лидеров эскадренных миноносцев. По документам, к осени 1940 года были заложены восемь лидеров. Строительство трёх из них, как и плазовые работы по ещё трём кораблям, в октябре 1940 года было прекращено в пользу строительства лидеров проекта 47 с универсальной артиллерией главного калибра. Ещё два лидера, планировавшихся к закладке на судостроительном заводе № 402 в Молотовске, так и не были заложены. В 1944—1950 годах в ЦКБ-17 и в конструкторском бюро завода № 444 велась разработка корректированного проекта 48-К, по которому должны были достраиваться спущенные на воду корпуса лидеров «Киев» и «Ереван», но в 1950 году руководством судостроительной промышленности было принято решение об отказе от достройки этих двух кораблей. Оба недостроенных корабля были переоборудованы в корабли-мишени и в разное время затоплены при испытаниях противокорабельных ракет.

## Предыстория
В 1935—1936 годах Народным комиссариатом обороны СССР с привлечением сотрудников промышленности была разработана десятилетняя программа строительства Военно-Морского Флота. Основной задачей программы было строительство «Большого флота» в составе 533 боевых кораблей основных классов. Целью программы было «создание морских сил, которые могли бы вести активную борьбу с флотом любой из капиталистических держав, или их коалиций». Создававшийся «Большой морской и океанский флот» СССР согласно этой программе предназначался «для борьбы как с отдельными соединениями противника, так и с его главными силами в удалении от своих баз и у берегов противника».
Согласно утверждённой 26 июня 1936 года «Программе крупного морского судостроения 1936 года», кроме достройки шести уже строящихся лидеров эскадренных миноносцев типа «Ленинград» (проекты 1 и 38), планировалось построить 11 лидеров нового типа «И», за основу которого была взята конструкция лидера «Ташкент». Однако результатом политических репрессий командования Морских сил РККА и руководства народного комиссариата оборонной промышленности в мае — июле 1937 года стал критический пересмотр перспективной программы развития флота до 1947 года, утверждённой 26 июня 1936 года правительственным постановлением «О программе крупного морского судостроения». Новым командованием флота, на основе анализа событий войны в Испании и с учётом возникновения очагов военных конфликтов в Европе и на Дальнем Востоке, был разработан обновлённый «План строительства боевых кораблей Морских сил РККА». План был представлен в виде доклада комиссии под председательством наркома обороны К. Е. Ворошилова.
В разделе VI принятого по этому докладу постановления Комитета обороны при СНК СССР «О строительстве боевых кораблей для Морских сил РККА» (от 13/15 августа 1937 года) было сказано:
Признать, что лидеры типа «Ленинград» обладают хорошими тактико-техническими данными. Впредь до спроектирования лидеров улучшенной конструкции, продолжить строительство этих кораблей. При дальнейшей закладке лидеров этого типа, внести следующие изменения: 
 а) установить шесть 130-мм орудий в трёх двухорудийных башнях (две — в носу и одну — в корме) и одну двухорудийную 76-мм зенитную батарею;
б) увеличить дальность плавания до 4000 миль; 
в) предусмотреть защиту личного состава и механизмов на верхней палубе от атак штурмовой авиации; 
г) установить систему МПУАЗО для зенитной артиллерии; 
д) усилить прочность корпуса и проработать вопрос о ледовом поясе и подкреплениях для обеспечения плавания в битом льду; 
е) признать, что лидер типа «И» не имеет особых тактических преимуществ перед улучшенным лидером типа «Ленинград». Вопрос о дальнейшей постройке лидеров типа «И» решить после испытаний лидера этого типа, строящегося в Италии. От намеченной постройки двух лидеров типа «И» на отечественных заводах воздержаться до получения результатов испытаний. Взамен предполагавшейся закладки двух «итальянских» лидеров заложить два лидера типа «Ленинград» по новому улучшенному проекту; 
ж) ВМФ и НКОП решить вопрос о едином калибре артиллерии для лидеров и эсминцев.
Таким образом, изначально предусматривалось не проектирование корабля нового типа, а коррекция проекта 1. Проект «корректированного» лидера получил индекс 48. По новой десятилетней программе военного кораблестроения 1937 года наряду с другими кораблями предполагалось построить двадцать новых лидеров проекта 48.

## История проектирования и конструкция

### Тактико-техническое задание
Тактико-техническое задание (ТТЗ) проекта 48 было разработано Штабом Морских сил РККА совместно с институтами Управления Военно-Морских Сил РККА (УВМС РККА) в виде перечня предложений УВМС РККА по улучшению лидеров эскадренных миноносцев типа «Ленинград» (проект 1) и утверждено 13 декабря 1937 года флагманом флота 1 ранга М. В. Викторовым.
ТТЗ предусматривало усилить на новых лидерах артиллерию главного калибра, повысить боевую устойчивость корабля в условиях воздушного нападения, улучшить его мореходные качества, усилить прочность и повысить эксплуатационную надёжность корпусов. По сравнению с лидерами проектов 1 и 38 предусматривалось заменить пять щитовых палубных 130-мм артиллерийских установок Б-13 орудиями этого же калибра, размещёнными в трёх двухорудийных башенных установках Б2-ЛМ, две 76-мм открытых зенитные установки системы 34-К — одной двухствольной 76-мм системой, и дополнительно установить четыре — пять 45-мм (или 37-мм) зенитных автомата и столько же 12,7-мм зенитных пулемётов. Торпедное вооружение должно было быть представлено тремя трёхтрубными 533-мм торпедными аппаратами.
Тонкой бронёй на корабле должны были защищаться посты наводчиков торпедных аппаратов, контрольно-дальномерный пост и главный командный пункт. В целях повышения эффективности зенитной стрельбы вместо вспомогательной централи на корабле устанавливалась морские приборы управления артиллерийским зенитным огнём (МПУАЗО) со стабилизированным постом. Помещения на корабле должны были иметь улучшенную теплоизоляцию, надстройки и мостики должны были быть выполнены обтекаемыми. Лидер проекта 48 предполагалось сделать более энерговооружённым: главная энергетическая установка — трёхвальная котлотурбинная мощностью 27 000 л. с. на вал. Главные турбины были унифицированы с турбинами эскадренных миноносцев проекта 30. ГЭУ имела повышенные параметры пара — 27 атмосфер против 22 на лидерах типа «Ленинград» и температуру 350 °C. Скорость хода была определена техническим заданием в 43 узла, дальность плавания — около 4000 морских миль при запасе топлива 600 т, благодаря конструкции паровых турбин высокого давления с главными турбозубчатыми агрегатами со специальными ступенями экономического хода. Корпус лидера предполагалось усилить по сравнению с корпусом лидера проекта 1, для этого в районе конструктивной ватерлинии от 0 до 90 шпангоута предусматривались дополнительные подкрепления.
В основу тактико-технического задания был заложен ряд тактико-технических элементов лидера проекта 20И. Позднее, на этапе рассмотрения и согласования ТТЗ в Наркомате оборонной промышленности, было принято решение принять для лидеров проекта 48 и эскадренных миноносцев проекта 30 унифицирование одинаковых типов вооружения, главных и вспомогательных механизмов и остального оборудования в основном соотношении 1,5:1. ТТЗ оговаривало, что стандартное водоизмещение лидера должно было равняться 1937 т.

### Эскизный проект

#### Первоначальный проект
Проектирование лидеров проекта 48 велось в конструкторском бюро судостроительного завода им. А. Марти (завод № 198) в Николаеве (Украинская ССР). Разработка эскизного проекта осуществлялась в специально организованной группе численностью 30 человек под руководством начальника корпусного отдела Я. И. Купенского и главного конструктора В. А. Рыбалко. При проектировании конструкторы старались учесть опыт мирового кораблестроения — Франции, Италии, Германии, США. В проекте были использованы некоторые конструктивные особенности лидера «Ташкент» (проект 20И). Эскизный проект был выполнен на достаточно высоком техническом уровне. После прохода через необходимую экспертизу проект получил одобрение наркомата Военно-Морского Флота и Второго Главного управления наркомата оборонной промышленности.
17 июля 1938 года эскизный проект 48 был рассмотрен И. В. Сталиным и 19 июля утверждён решением заместителя наркома ВМФ СССР флагмана 1 ранга И. С. Исакова для дальнейшего проектирования с учётом замечаний УК РККФ. Проект 48 должен был стать временным типом лидеров эсминцев, так как для решения задачи строительства большого океанского флота проектная дальность в 4000 морских миль была признана недостаточной, а для будущих лидеров дальность хода устанавливалась минимум в 6000 миль.
Очевидный и быстрый прогресс военно-морской техники, а также двукратная смена руководства ВМФ СССР в конце 1937 — первой половине 1938 года привели к изменению официального взгляда на проект 48. Нарком ВМФ стал рассматривать проект 48 уже не как улучшенный лидер проекта 1, а лидер нового типа, стоящий на уровне современных оперативно-тактических требований. Новый лидер должен был взять из проекта 1 его лучшие качества — быстроходность, маневренные качества, надёжность работы механизмов и удобство в эксплуатации, в сочетании с применением новых образцов вооружения (башенная артиллерия, приборы управления артиллерийским огнём и т. п.).
В результате разработки эскизного проекта конструкторы получили тактико-технические элементы корабля, не отвечавшие в ряде случаев требованиям флота, — остойчивость оказалась ниже, чем на лидерах типа «Ленинград», возросло стандартное водоизмещение (2220 т против 2030 т), дальность плавания была недостаточной, артиллерийское вооружение — разнокалиберным (на корабле использовались пять калибров — 130-, 76-, 45-мм орудия и 12,7-, 7,62-мм пулемёты). Это объяснялось отсутствием опыта проектирования кораблей у заводских конструкторов.

#### Корректировка эскизного проекта
По решению заместителя наркома ВМФ И. С. Исакова и заключению Управления кораблестроения РККФ конструкторскому бюро завода № 198 было предложено при разработке технического проекта с целью получения требуемой остойчивости максимально облегчить корабль, обеспечить ему скорость хода не менее полученной на «Ленинграде» и дальность плавания 15-узловым экономическим ходом 3500 морских миль; заменить три трёхтрубных торпедных аппарата двумя пятитрубными, разместить 12,7-мм пулемёты в закрытых спаренных установках; отказаться от запасных торпед, 45-мм полуавтоматов и 7,62-мм пулемётов, авиационного вооружения, 1,5-м дальномера (в связи со снятием полуавтоматов), 90-см прожекторов, заменив их на 60-сантиметровые, вспомогательного холодильника; отказаться от выполнения требований АНИМИ иметь второй агрегат питания приборов управления стрельбой и требований НИГШИ иметь второй гирокомпас; уменьшить количество боезапаса, применить электрооборудование на напряжение 220 В (два турбогенератора по 100 кВт и дизель-генератор мощностью 50 кВт). В техническом проекте предполагалось обеспечить: минимально достижимое водоизмещение; метацентрическую высоту (показатель остойчивости) не менее 0,85 м; удобство управления кораблём и оружием, а также размещение постов наблюдения на ходовом мостике; защитить ходовой мостик 8-мм бронёй. Конструкторское бюро завода № 198 и 2-е Главное Управление НКОП приняли эти замечания и предложения ВМФ к исполнению при корректировке проекта.
7 сентября 1938 года нарком оборонной промышленности М. М. Каганович и временно исполняющий обязанности наркома ВМФ П. И. Смирнов-Светловский представили председателю комитета обороны при СНК СССР В. М. Молотову доклад об окончании разработки эскизного проекта 48 с приложением проекта постановления об утверждении его основных элементов. Проект отличался от утверждённого 19 июля увеличенным стандартным водоизмещением (2150 т против 1970 т), пониженной дальностью плавания 20-узловым ходом (2500 морских миль вместо 4000).
К весне 1939 года в очередной раз сменилось руководство флотом: вместо активного участника политических репрессий на флоте М. П. Фриновского должность наркома ВМФ занял флагман 2 ранга Н. Г. Кузнецов. К этому времени основные элементы лидера в процессе разработки технического проекта были уточнены: скорость хода корабля на испытаниях ограничили величиной 42 узла, дальность плавания в 3500 морских миль 15-узловым ходом стали оценивать как максимальную.
В марте 1939 года на рассмотрение Народного комиссариата судостроительной промышленности и Военно-Морского Флота был представлен разработанный конструкторским бюро завода № 198 технический проект 48. В заключении по нему, сделанном Научно-техническим комитетом ВМФ в форме доклада Управлению кораблестроения ВМФ, подчёркивалось, что проект выполнен недоброкачественно и некомплектно. По сравнению с проектом 1, в новом проекте значительно ухудшались кораблестроительные элементы (плавучесть, остойчивость, непотопляемость, скорость хода и дальность плавания). В проекте были применены главные турбозубчатые агрегаты, разработанные ЦКБ-17 для эскадренных миноносцев проекта 7-У, которые ещё нуждались в доработке. Так как проект в предложенном виде не мог быть утверждён даже в Управлении кораблестроения ВМФ, конструкторскому бюро завода № 198 было поручено до 1 августа 1939 года откорректировать проект по замечаниям наблюдения (выполнить в срок это поручение не удалось), а вместо технического проекта 13 июля 1939 года постановлением комитета обороны при СНК СССР был утверждён новый эскизный проект лидера.
В принятом СНК СССР постановлении стандартное водоизмещение лидера повышалось до 2350 т, наибольшая дальность плавания принималась равной не менее 3200 морским милям, метацентрическая высота при нормальном водоизмещении — не менее 1,19 м. Новый теоретический чертёж лидера был разработан головным институтом Наркомата судостроительной промышленности — ЦНИИ-45. В проекте была предусмотрена новая ГЭУ, обеспечивающая необходимую скорость хода. В постановлении также отмечалось, что разрабатываемый проект лидера, также как и эсминец проекта 30, является «временным типом», на смену которому должен был прийти новый лидер со значительным увеличением дальности плавания и не уступающий в остальных элементах иностранным кораблям этого класса.
В процессе рассмотрения эскизного проекта была выявлена необходимость принятия для лидера проекта 48 двухкорпусных главных турбозубчатых агрегатов (ГТЗА) номинальной мощностью 27 000 л. с. разработки Кировского завода вместо предложенных конструкторским бюро завода № 190 трёхкорпусных ГТЗА, созданных для эскадренных миноносцев проекта 7-У. Впервые в российском и советском судостроении в двухкорпусном ГТЗА была применена двухкорпусная конструкция редуктора, что позволило существенно сократить его массу и габариты.

### Технический проект
Технический проект 48 был представлен на рассмотрение НКСП и ВМФ 20 сентября 1939 года. В конце октября он был рассмотрен на заседании Комитета Обороны при Совете народных комиссаров СССР одновременно с проектом 30 и ГТЗА для них. Заседание проводилось в Овальном зале с участием И. В. Сталина, с короткими докладами выступили главные конструкторы А. М. Юновидов (проект 30), В. А. Рыбалко (проект 48) и Л. А. Шубейко-Шубин (проект ГТЗА); после них положительные заключения высказали Н. В. Исаченков (от Военно-Морского Флота) и А. М. Редькин (от наркомата оборонной промышленности). Н. Г. Кузнецов и И. И. Носенко коротко изложили соображения по проектам и предложения о порядке строительства новых лидеров и эсминцев.
В процессе заседания И. В. Сталин внимательно рассматривал представленные демонстрационные чертежи лидера и эсминца и таблицы их основных элементов в сравнении с отечественными (проектов 1 и 38) и иностранными лидерами эскадренных миноносцев. После докладов главных конструкторов и выступлений присутствующих Сталин задал конструкторам вопросы о надёжности и живучести предполагаемых новых кораблей, их боевых качествах в сравнении с иностранными, после чего предложил утвердить технические проекты 48 и 30 для постройки кораблей на судостроительных заводах в соответствии с утверждёнными планами.
Постановление Совета народных комиссаров СССР об утверждении проекта 48 вышло 21 ноября. Согласно постановлению лидер должен был иметь следующие основные элементы: стандартное водоизмещение 2350 т, полное водоизмещение 3045 т, главные размерения по конструктивной ватерлинии 126×11,7×3,88 м. Вооружение должно было включать три двухствольные башенные 130-мм артустановки Б-2-ЛМ, одну двухствольную зенитную 76-мм полуавтоматическую установку 39-К, четыре спаренные зенитные установки 12,7-мм пулемётов и два пятитрубных торпедных аппарата. Приборы управления стрельбой были представлены: ПУС главного калибра ПУС «Мина» в обеспечении КДП2-4л-I и двух приборов 1-Н; ПУС зенитного калибра дальнего боя «Союз» в обеспечении СВП-29; открыто расположенными дальномерами ДМ-3 и ЗД (по 2 комплекта); приборами управления торпедной стрельбой ПУТС «Мина» II очереди с ТАС-1 в обеспечении двух инклинометров ПМР-21. Механическая установка эшелонного типа была выполнена трёхвальной, паротурбинной, суммарной мощностью 81 000 л. с. и обеспечивала лидерам скорость 42,5 узла и дальность плавания 4100 морских миль на экономической скорости (15,2 узловым ходом); в техническом проекте оговаривалось, что реальная дальность плавания должна была быть определена при проведении государственных испытаний. Движительно-рулевой комплекс состоял из трёх трёхлопастных гребных винтов и одного полубалансирного руля, расположенного в диаметральной плоскости, посты управления рулём находились в ходовой рубке, на кормовом мостике и в румпельном отделении. Личный состав лидера состоял из 269 человек — 21 офицера (в том числе пять из них находились в составе штаба соединения кораблей), 50 старшин и 198 рядовых.

## История строительства

### Строительство по проекту 48
Согласно планам заказов Военно-Морского Флота СССР в 1939—1940 годах ежегодно должны были закладываться три корабля подкласса «лидер эскадренных миноносцев»; пятилетний план военного судостроения (1938—1942) предполагал, что шесть лидеров проекта 48 будут сданы флоту в 1942 году. На основании постановления Комитета Обороны № 21сс от 9 января 1940 года этот план был откорректирован, в постройке в 1940 году должно было находиться двенадцать лидеров проектов 47 и 48.
19 октября 1940 года Советом Народных Комиссаров СССР и ЦИК ВКП(б) было принято постановление № 2073—877сс «О плане военного судостроения на 1941 год», пункт 8 которого отменял новые закладки лидеров эсминцев, пункт 9 требовал прекратить постройку на заводе № 190 лидера № 542 («Сталинабад»), пункт 10 требовал «находящиеся в постройке на заводе № 198 2 лидера эсминцев № 357 („Киев“) и 358 („Ереван“) строительством продолжать со сдачей одного в III квартале и второго в IV квартале 1942 года». Целью постановления № 2073—877сс было сосредоточение усилий на строительстве малых и средних боевых кораблей и достройке крупных боевых кораблей, находящихся в большой степени готовности.
По документам, помимо лидеров № 357, 358 и 542 в Николаеве были заложены ещё три лидера проекта 48: «Петрозаводск», «Очаков» и «Перекоп», а в Ленинграде на заводе № 190 — лидеры «Ашхабад» и «Алма-Ата», но к концу 1940 года все они были исключены из планов военного судостроения, к этому моменту удалось завершить лишь плазовые работы по этим кораблям. Закладка планировавшихся к строительству на заводе № 402 в Молотовске лидеров «Архангельск» и «Мурманск» даже не производилась.
Серьёзным образом на отмену строительства этих корпусов повлияло появление большого эскадренного миноносца проекта 35 с универсальной артиллерией главного калибра, эскизный проект которого был окончательно утверждён в ноябре 1940 года. Поскольку перспективный эсминец ни в чём не уступал лидеру, терялся всякий смысл строительства кораблей подкласса «лидер эскадренных миноносцев»; в отказе от дальнейшего строительства кораблей проекта 48 сыграл свою роль и его незенитный главный калибр, к этому времени считавшийся уже архаизмом.
Головной лидер проекта 48 «Киев» спустили на воду 11 декабря 1940 года и до июля 1941 года достраивали на плаву у стенки завода № 198 в Николаеве. Лидер «Ереван» был спущен на воду 29 июня 1941 года, на восьмой день Великой Отечественной войны. После 10 июля 1941 строительство этих кораблей фактически прекратилось. Перед захватом Николаева в августе 1941 года вермахтом «Киев» и «Ереван» в числе нескольких других недостроенных кораблей были отбуксированы в Севастополь под конвоем эсминца "Бойкий". 6 августа лидер «Ереван» был отбуксирован в Керчь, лидер «Киев» 12 августа был отбуксирован в Камыш-Бурун. Однако в связи с быстрым изменением обстановки на фронте, корабли пришлось переводить в новые пункты базирования: к 18 сентября «Ереван» находился уже на стоянке в Ейске, а «Киев» 6 октября был уведён в Поти. В период с 15 по 17 октября «Ереван» был эвакуирован из Ейска в Керчь под конвоем тральщика «Штурман» и катеров-тральщиков «Циклон» и «Шквал» Азовской военной флотилии. К 4 января 1942 года оба недостроенных лидера были переведены в Батуми, где находились до осени 1945 года, а затем оба корабля были переведены в Николаев для их достройки по проекту 48К.
Этапы строительства кораблей проекта 48
| Наименование корабля | Судостроительный завод | Заводской номер | Дата закладки    | Дата спуска на воду                            | Техническая готовность на 22 июня 1941 года | Плановый год сдачи. |
| -------------------- | ---------------------- | --------------- | ---------------- | ---------------------------------------------- | ------------------------------------------- | ------------------- |
| «Киев»               | № 198                  | С-357           | 29 сентября 1939 | 11 декабря 1940                                | 48,9 %                                      | III квартал 1942    |
| «Ереван»             | № 198                  | С-358           | 30 декабря 1939  | 30 июня 1941                                   | 25,4 %                                      | IV квартал 1942     |
| «Сталинабад»         | № 190                  | С-542           | 27 декабря 1939  | —                                              | разобран на стапеле                         | —                   |
| «Петрозаводск»       | № 198                  | С-359           | —                | —                                              | —                                           | —                   |
| «Очаков»             | № 198                  | С-360           | —                | —                                              | —                                           | —                   |
| «Перекоп»            | № 198                  | С-361           | —                | —                                              | —                                           | —                   |
| «Ашхабад»            | № 190                  | С-545           | 1940             | 19 октября 1940 строительство законсервировано | разобран на стапеле                         | —                   |
| «Алма-Ата»           | № 190                  | С-546           | 1940             | 19 октября 1940 строительство законсервировано | разобран на стапеле                         | —                   |
| «Архангельск»        | № 402                  | не присваивался | не закладывался  | —                                              | —                                           | —                   |
| «Мурманск»           | № 402                  | не присваивался | не закладывался  | —                                              | —                                           | —                   |

### Корректированный проект 48-К

#### Разработка корректированного проекта
В январе 1944 года было принято решение о корректировке проекта 48 для последующей достройки двух уже спущенных на воду кораблей. Разработка корректированного проекта была поручена ЦКБ-17. Новые требования первоначально сводились к установке на проекте вместо зенитных пулемётов восьми 37-мм автоматов 70-К, двух бомбомётов, гидролокационной станции «Тамир-5» и замене двух пятитрубных аппаратов на два трёхтрубных, но уже в ноябре этого года старые требования были отменены. Согласно требованиям ВМФ на лидеры должны были быть установлены новые системы вооружения: 85-мм зенитная установка 92-К (вместо 76-мм 39-К), пять спаренных 37-мм автоматов В-11 (вместо 70-К) со штативными бронещитами и два пятитрубных одноярусных торпедных аппарата. На корабли должны были быть установлены новые приборы управления стрельбой по типу, принятому на эсминцах проекта 30-К, два бомбомёта БМБ-1 с боезапасом 40 глубинных бомб; предусматривалась установка РЛС «Гюйс-1», «Марс-2» («Редан-2»), «Юпитер-2», «Сириус-5», «Сириус-Б4», а также ГАС «Тамир». 19 декабря 1944 года наркомом судостроительной промышленности И. И. Носенко был отдан приказ возложить корректировку технического проекта 48 (48-К) и разработку рабочих чертежей для достройки лидеров «Киев» и «Ереван» на завод № 444 (бывший завод № 198) им. А. Марти и восстановить деятельность его конструкторского бюро. Главным конструктором проекта 48-К был назначен старший инженер-конструктор этого конструкторского бюро М. И. Жулай.
Осенью 1945 года оба корабля были возвращены на стапели в Николаеве. Однако эскизная проработка дополнения к техническому проекту 48, выполненная в 1945 году конструкторским бюро завода № 444 по заданию флота, показала, что внесение изменений согласно требованиям ВМФ приводит к значительному ухудшению кораблестроительных элементов проекта 48 (стандартное водоизмещение возрастало до 2740 т, остойчивость снижалась, скорость полного хода снижалась до 37,5 узлов, ухудшались мореходные качества и непотопляемость). В итоге, в конце 1945 года по предложению наркомата судостроительной промышленности достройку «Киева» и «Еревана» по корректированному проекту отложили, а корпуса законсервировали. Кроме необходимости переработки требований ВМФ, решение о консервации кораблей было обусловлено и иными причинами:
Во-первых, сам завод ещё не был восстановлен после оккупации... Во-вторых, отсутствовал задел по комплектующим, в частности артиллерийским башням Б-2-ЛМ, но и эта проблема должна была вскоре разрешиться, так как на достройке находилось ещё десяток корпусов эсминцев проекта 30, а значит, выпуск башен всё равно придётся организовывать. Но главное всем было совершенно очевидно, что сам проект безнадёжно устарел.
В августе 1946 года в ходе проводившихся учений Черноморского флота корпус лидера «Киев» затопили в море, а корпус лидера «Ереван» использовался в качестве плавучей казармы. 24 марта 1947 года вновь последовало решение достраивать эти корабли по корректированному проекту, поэтому «Киев» был поднят и вновь отправлен в Николаев и поставлен на отстой в акватории завода им. А. Марти (по документам он числился находящимся в достройке).
Одновременно с формальной постановкой кораблей на достройку в 1947 году была начата радикальная переработка предыдущего варианта корректированного проекта лидера: незенитные 130-мм установки Б-2ЛМ заменялись на универсальные двуорудийные установки БЛ-109 аналогичного калибра, малокалиберная артиллерия — на три четырёхствольных 45-мм и два четырёхствольных 25-мм зенитных автомата, ПУС — на систему «Зенит», торпедные аппараты — на новые пятитрубные ПТА-533. Лидеры должны были оснащаться РЛС управления огнём главного калибра «Залп», приборами управления торпедной стрельбой, 8-мм бронирование главного командного поста, артиллерийских установок и торпедных аппаратов усиливалось до 20 мм, а также должны были развивать ход в 36 узлов и на 13-узловой скорости иметь дальность плавания 3500 морских миль. По сути, по мнению А. В. Платонова, речь шла о создании проекта нового эсминца в старом корпусе лидера. Но по ряду причин — неготовности артиллерийских установок БЛ-109 и 45-мм зенитных автоматов в металле и невозможности получить эти новые образцы вооружения в ближайшие сроки — конструкторы были вынуждены вернуться к старом составу вооружения.
Тактико-техническое задание на разработку и корректировку проекта 48, подписанное от ГУК ВМФ инженер-капитаном А. К. Усыскиным и утверждённое главнокомандующим ВМС адмиралом И. С. Юмашевым и заместителем судостроительной промышленности Б. Г. Чиликиным, было выдано в 1948 году конструкторскому бюро николаевского завода № 444. Главным конструктором проекта был назначен М. И. Жулай. ТТЗ предусматривало размещение на лидере проекта 48-К шести 130-мм орудий Б-2ЛМ в трёх двухорудийных башенных установках и двенадцати 37-мм зенитных автоматов в шести спаренных стабилизированных установках В-11. Полученный за время Великой Отечественной войны опыт не был учтён, и усиленное торпедное вооружение на лидерах сохранялось. По ТТЗ предполагалось проработать возможность установки на лидере двух пятитрубных торпедных аппаратов ПТА-53-47 или двух трёхтрубных ТТА-53.
Примечательно, что во всех проектных документах термин «лидер» был заменён на «эсминец», а 12 января 1949 года последовала официальная переклассификация всех лидеров эскадренных миноносцев в эсминцы.
В 1950 году руководство судостроительной промышленности предпочло отказаться от достройки «Киева» и «Еревана». На принятие этого решения повлияли, во-первых, недостаточная остойчивость кораблей, делавшая невозможной установку на них РЛС управления огнём «Залп», новых торпедных аппаратов и бомбомётов. Во-вторых, достройка этих кораблей сокращала серию эсминцев проекта 30-бис, так как бывшие лидеры занимали их построечные места и «забирали» комплектующие. Судостроительная промышленность в качестве компенсации дала обещание построить вместо «Киева» и «Еревана» три сверхплановых эсминца проекта 30-бис, с чем ВМФ согласился.

#### Конструкция корректированного проекта
По проекту 48-К (чертёж 48К А-100-304) корпус лидера сохранил полубачную архитектуру и имел достаточно развитую носовую надстройку, две наклонных трубы и небольшую кормовую надстройку. Других значительных по объёму конструкций проект 48-К не имел, что делало силуэт корабля «малозаметным и лаконичным, несмотря на сравнительно высокий надводный борт».
Корпус корабля разделялся 13-ю водонепроницаемыми переборками на четырнадцать отсеков. Ниже верхней палубы размещались три промежуточных палубы (платформы). Нижняя палуба и 1-я платформа прерывались в районе машинно-котельного отделения. Двойное дно шло по всей длине корабля от шпангоута № 10 до шпангоута № 158 и имело в оконечностях корпуса своим продолжением 2-ю платформу.
Артиллерийское вооружение должно было быть установлено соответственно ТТЗ. Двухорудийные башенные артустановки Б-2ЛМ предполагалось устанавливать в диаметральной плоскости корабля, причём вторую башню — на высоком барбете. Башни управлялись как изнутри (местное управление), так и дистанционно — из центрального поста посредством системы дистанционного управления. Два трёхтрубных торпедных аппарата должны были устанавливаться на палубе в диаметральной плоскости впереди и позади второй дымовой трубы. Лидер оборудовался бомбосбрасывателями для глубинных бомб и параван-охранителями.
Посты разного рода станций и приборов управления кораблём, вооружением, а также средств обнаружения и связи располагались в помещениях трёхъярусной носовой надстройки. Экипаж был размещён в основном на палубах носовой части корабля и, частично, в кормовой. Шлюпочное устройство проекта 48-К состояло из одного разъездного командирского катера, размещённого в районе первой трубы на палубе по правому борту, большого моторного барказа, установленного с левого борта, а также двух шестивёсельных ялов, расположенных побортно в районе кормовой надстройки.
Главная энергетическая установка — котлотурбинная, в составе трёх турбозубчатых агрегатов (ТЗА) суммарной мощностью 90 000 л. с. и трёх главных котлов с давлением 27 кг/см² и температурой пара 350 °C. Рулевое устройство состояло из одного полубалансирного руля, расположенного в диаметральной плоскости; посты управления рулём находились в ходовой рубке, румпельном отделении и на кормовом мостике. Движителями являлись три трёхлопастных гребных винта. Запас котельной воды составлял 65 т, нормальный запас топлива — 600 т мазута.
| Основные тактико-технические элементы лидеров эскадренных миноносцев проекта 48 | Основные тактико-технические элементы лидеров эскадренных миноносцев проекта 48               | Основные тактико-технические элементы лидеров эскадренных миноносцев проекта 48 |
| ------------------------------------------------------------------------------- | --------------------------------------------------------------------------------------------- | ------------------------------------------------------------------------------- |
| Основные элементы                                                               | Проект 48                                                                                     | Проект 48-К                                                                     |
| Водоизмещение, т                                                                |                                                                                               |                                                                                 |
| Стандартное водоизмещение                                                       | 2350                                                                                          | 2722                                                                            |
| Нормальное водоизмещение                                                        | 2697                                                                                          | —                                                                               |
| Полное водоизмещение                                                            | 3045                                                                                          | —                                                                               |
| Главные размерения, м                                                           |                                                                                               |                                                                                 |
| Длина наибольшая                                                                | 127,8                                                                                         | 127,8                                                                           |
| Ширина наибольшая                                                               | 11,7                                                                                          | 11,7                                                                            |
| Осадка                                                                          | 4,2                                                                                           | —                                                                               |
| Главные механизмы                                                               |                                                                                               |                                                                                 |
| Тип главной энергетической установки                                            | котлотурбинная                                                                                | котлотурбинная                                                                  |
| Мощность (полная), л. с.                                                        | 90 000                                                                                        | 90 000                                                                          |
| ТЗА                                                                             | 3                                                                                             | 3                                                                               |
| Главные котлы                                                                   | 3                                                                                             | 3                                                                               |
| Давление пара, кг/см²                                                           | 27                                                                                            | 27                                                                              |
| Температура пара, °C                                                            | 350                                                                                           | 350                                                                             |
| Число винтов                                                                    | 3                                                                                             | 3                                                                               |
| Источники электроэнергии                                                        |                                                                                               |                                                                                 |
| Турбогенераторы                                                                 | 2×165 кВт                                                                                     | 2×165 кВт                                                                       |
| Дизельгенераторы                                                                | 2×50 кВт                                                                                      | 2×50 кВт                                                                        |
| Вырабатываемый ток                                                              | Постоянный 120 В                                                                              | Постоянный 120 В                                                                |
| Нормальный запас топлива, т                                                     | 600, мазут                                                                                    | 600, мазут                                                                      |
| Полный запас топлива, т                                                         | 750                                                                                           | 625                                                                             |
| Скорость хода наибольшая, узлов                                                 | 42                                                                                            | 39,5                                                                            |
| Дальность плавания скоростью хода 42 узла, морских миль                         | 910                                                                                           | —                                                                               |
| Дальность плавания скоростью хода 20 узлов, морских миль                        | 2500                                                                                          | 3000                                                                            |
| Дальность плавания скоростью хода 15 узлов, морских миль                        | 4100                                                                                          | —                                                                               |
| Вооружение                                                                      |                                                                                               |                                                                                 |
| Радиопеленгаторы                                                                | «Градус-К»                                                                                    | «Бурун-К»                                                                       |
| Гирокомпасы                                                                     | Курс-2                                                                                        | Курс-3                                                                          |
| Магнитные компасы                                                               | 4 127-мм                                                                                      | 4 127-мм                                                                        |
| Лаги                                                                            | «Гаусс-50»                                                                                    | «Гаусс-50»                                                                      |
| Лоты                                                                            | ЭМС-2                                                                                         | НЭЛ-3                                                                           |
| Артиллерия главного калибра                                                     | 3×2 130-мм АУ Б-2ЛМ                                                                           | 3×2 130-мм АУ Б-2ЛМ                                                             |
| Боекомплект артиллерии ГК                                                       | 900                                                                                           | 900                                                                             |
| Приборы управления стрельбой ГК                                                 | «Мина» + два прибора 1-Н                                                                      | «Мина» + два прибора 1-Н                                                        |
| Зенитное вооружение                                                             | 1×2 76-мм АУ 39-К, 4×2 12,7-мм пулемётов ДШКМ-2Б                                              | 1×2 85-мм АУ 92-К, 8×2 37-мм АУ В-11                                            |
| Торпедные аппараты, боезапас                                                    | 2×5 2-Н (10 торпед)                                                                           | 2×5 ПТА-53 (10 торпед)                                                          |
| Мины, боезапас                                                                  | 86 обр. 1926 г.                                                                               | —                                                                               |
| Глубинные бомбы                                                                 | 10 ББ-1, 20 БМ-1 (2 бомбосбрасывателя)                                                        | 48 ББ-1 (4 бомбомёта)                                                           |
| Параваны, комплектов                                                            | 2                                                                                             | —                                                                               |
| Боевые прожекторы                                                               | МПЭ-э6,0-4, МПЭ-э9,0                                                                          | —                                                                               |
| РЛСобнаружения воздушных целей                                                  | —                                                                                             | «Гюйс-2»                                                                        |
| РЛС обнаружения надводных целей                                                 | —                                                                                             | «Риф»                                                                           |
| РЛС управления огнём главного калибра                                           | —                                                                                             | «Редан-2» («Марс-2»)                                                            |
| ГАС                                                                             | —                                                                                             | «Тамир-5Н»                                                                      |
| Звукоподводная связь                                                            | «Полярис»                                                                                     | —                                                                               |
| Экипаж                                                                          | 16 офицеров + 5 в составе штаба 50 старшин 198 рядовых Всего — 264 (269 со штабом соединения) | Всего — 350                                                                     |

## Служба в качестве опытовых судов

### «Киев»
8 августа 1952 года приказом Военно-морского министра № 7784/с «Киев» был снят со строительства и в течение трёх лет находился на отстое. В 1955 году его перевели по Волго-Донскому каналу на Каспийское море, где причислили к составу Каспийской флотилии и использовали в экспериментальных целях. В начале 1960-х годов, так и не будучи достроенным, он был обратно переведён на Чёрное море, но несколько позже был снова переведён на Каспий, где в четвёртом квартале 1962 года в качестве корабля-мишени участвовал в обеспечении проходивших в районе Баку испытаний крылатой ракеты П-35. Один из запусков крылатой ракеты был произведён по «Киеву» с опытового судна ОС-15 (переоборудованного в 1959 году сухогруза «Илеть»). В ходе испытаний ракета П-35 с инертной боевой частью (без взрывчатого вещества) попала в левую скулу корабля и, вскрыв палубу на длине около 50 м, разрушилась; двигатель ракеты пробил днище «Киева», вследствие чего лидер через три минуты затонул.

### «Ереван»
В 1953 году «Ереван» перевели на Каспийское море и включили в состав Каспийской флотилии. На основании приказа главнокомандующего ВМФ от 8 мая 1954 года «Ереван» переклассифицировали в корабль-мишень для обеспечения отработки боевых упражнений и опытных ракетных стрельб, он перешёл на Черноморский флот.
В марте — апреле 1957 года «Ереван» вместе с трофейной немецкой десантной баржей БСН-20 принял участие в лётно-корабельных испытаниях противокорабельной ракеты КСЩ (корабельный снаряд «Щука»), пуски ракет проводились с эскадренного миноносца проекта 56М «Бедовый» между мысами Опук и Чауда в водной акватории боевого поля полигона «Песчаная Балка» (недалеко от Феодосии). Недостроенный лидер должен был при пусках ракет № 3, 4, 5, 6 и 7 (проводившихся с 1 марта по 29 апреля 1957 года) имитировать по своей отражательной способности американский лёгкий крейсер типа «Кливленд». С этой целью корабль оборудовали уголковыми отражателями типа К-1,25, поднятыми над палубой на специальной ферме высотой 6 м для имитации отражательной способности; надводной сетью по всей длине палубы на мачтах высотой 6—9,5 м с размером ячейки сети 0,35×0,35 м; подводной сетью по всей длине мишени на глубину 10 м с размерами ячейки сети 0,1×0,1 м. На пусках № 3, 4 и 5 «Ереван» оборудовали киноаппаратурой для проведения подводных съемок боевой части во время её движения под водой. При проведении пусков № 3, 4, 5, 6 и 7 над «Ереваном» на безопасной высоте 1500 м баражировал самолет Ан-2, который с помощью аппаратуры АФА-2 проводил плановую съёмку подлёта ракеты к мишени. Нечётные пуски шли на дальность 25 км, а чётные — 30 км от «Бедового». Длина подводного хода боевых частей на пусках № 3, 4, 5 и 7 составляла от 8 до 40 м (по проекту: от 40 до 70 м). При пуске № 6 подводного хода боевой части не было, было зафиксировано прямое попадание боевой части ракеты в ферму уголкового отражателя на высоте 1,7 м от палубы корабля.
30 августа 1957 года при проведении государственных испытаний ракеты КСЩ в том же районе в борт лидера «Ереван», выступавшего в роли корабля-мишени, было обеспечено попадание испытуемой противокорабельной ракеты с инертной боевой частью. В результате попадания в борту образовалась пробоина 2,0×2,2 м, а её нижняя кромка оказалась на 0,3 м ниже ватерлинии. В результате прямого попадания лидер затонул, но вскоре был поднят Аварийно-спасательной службой Черноморского флота и сдан Главвторчермету для разделки на металл.

## Сравнительная оценка
Ко второй половине 1930-х годов в мире сформировались несколько основных направлений боевого применения кораблей, за которыми в российской традиции закрепилось название лидеров эскадренных миноносцев. При этом необходимо иметь в виду, что классификация французских и итальянских кораблей как лидеров является скорее данью традиции, поскольку непосредственно для лидирования эскадренных миноносцев эти корабли не предназначались.
В рамках одного из направлений предполагалось использование лидеров в качестве кораблей, предназначенных для лидирования соединений эскадренных миноносцев, выполнения коротких мощных ударов по кораблям противника, торпедных атак на конвои и десантные отряды, ведения разведки. В британском флоте такие корабли получили название «лидеров флотилий» (англ. Flotilla Leader), в советском флоте — «лидеров эскадренных миноносцев». В британском флоте лидеры флотилий обычно являлись девятым корпусом в серии из восьми эсминцев, сводившихся в один дивизион, и отличались от серийных кораблей несколько большими размерениями и наличием дополнительного пятого орудия. Британская система лидирования фактически существовала до конца 1930-х годов и исчезла после того, как водоизмещение и артиллерийская мощь серийных эскадренных миноносцев превзошла аналогичные характеристики лидеров в процессе непрерывного соперничества с эскадренными миноносцами Германии.
В США было построено тринадцать кораблей класса лидер — (восемь типа «Портер» и пять типа «Сомерс»). Они строились как большие мореходные океанские эсминцы для действий в общих соединениях и официально в американском флоте классифицировались как эскадренные миноносцы (англ. Destroyers), хотя имели более мощное артиллерийское вооружение, чем у английских, советских, а также большинства французских лидеров. Вместе с тем фактически «Портеры» использовались и как классические лидеры в качестве флагманских кораблей соединений (эскадр) эскадренных миноносцев.
Во французском флоте лидеру отводилась роль корабля, предназначенного для борьбы с эскадренными миноносцами противника и получившего название контр-миноносца (фр. Contre-Torpilleura). С 1926 по 1936 годы французский флот пополнился тридцатью контр-миноносцами, построенными пятью сериями по шесть кораблей. Характерными особенностями французских лидеров были: сравнительно большое водоизмещение, высокая скорость хода (до 40 и более узлов), хорошая манёвренность и управляемость, наличие мощного, от серии к серии усиливавшегося, артиллерийского вооружения, преобладающего над торпедным; наличие мощной и надёжной энергетической установки, параметры которой также постоянно улучшались.
В итальянском флоте предполагалось использовать лидер в качестве «разведчика-скаута» (итал. Esploratore). В рамках этой концепции в 1927—1930 годах было построено двенадцать кораблей типа «Навигатори», изначально относившихся к классу эскадренных миноносцев. Скауты типа «Навигатори» имели мощное артиллерийское вооружение (шесть 120-мм орудий), высокую скорость полного хода (до 39 узлов при стандартном водоизмещении) и дальность плавания 18-узловым ходом — 3800 морских миль. В 1938 году все корабли типа «Навигатори» были возвращены в класс эскадренных миноносцев.
В середине 1930-х годов французские кораблестроители также обратились к идее строительства «разведчика-скаута». Для действий в составе быстроходных соединений во главе с линкорами «Дюнкерк» и «Страсбург» в 1934—1939 годах были построены «океанские разведчики» типа «Могадор», которые стали высшей точкой развития французских лидеров эскадренных миноносцев. В целом эти корабли приближались к категории лёгких крейсеров: при полном водоизмещении 3954 т, наибольшей длине 137,1 м, ширине — 12,67 м и осадке — 4,67 м они несли восемь 138-мм орудий M1934 в четырёх двухорудийных башенных установках по крейсерскому образцу против пяти аналогичных орудий на предыдущих типах французских лидеров. Мощное артиллерийское вооружение лидеров типа «Могадор» делало их на момент вступления в строй (1939 год) наиболее сильновооружённым в европейских водах кораблём подкласса «лидер эскадренных миноносцев». Зенитное вооружение состояло из четырёх одноствольных 37-мм зенитных полуавтоматических орудий M1933 и четырёх 13,2-мм пулемётов M1929 (последние имели неудачное расположение — на полубаке рядом с надстройкой). Торпедное вооружение кораблей состояло из двух трёхтрубных и двух двухтрубных 550-мм торпедных аппаратов, противолодочное вооружение состояло из двух бомбомётов для 200-кг глубинных бомб. Главная энергетическая установка мощностью 92 000 л. с. обеспечивала кораблям скорость полного хода 39 узлов (на испытаниях «Могадор» достиг средней скорости 41,274 узла, «Вольта» — 42,09). Прогрессивным новшеством было применение на лидерах типа «Могадор». В сравнении с котлами «Ярроу-Торникрофт» у «Ле Террибль», параметры нагрева и давления были повышены — 385° С и 35 атмосфер против 325° С и 27 атмосфер соответственно. Котлы могли обеспечивать быстрое поднятие паров, что сокращало время на увеличение хода с 14 до 35 узлов с 20 до 5—7 минут.
| Основные тактико-технические элементы лидеров эскадренных миноносцев 1930-х годов | Основные тактико-технические элементы лидеров эскадренных миноносцев 1930-х годов | Основные тактико-технические элементы лидеров эскадренных миноносцев 1930-х годов | Основные тактико-технические элементы лидеров эскадренных миноносцев 1930-х годов             | Основные тактико-технические элементы лидеров эскадренных миноносцев 1930-х годов | Основные тактико-технические элементы лидеров эскадренных миноносцев 1930-х годов |
| Основные элементы                                                                 | «Киев» (проект 48)                                                                | Тип «Сомерс»                                                                      | Тип «Ле Террибль»                                                                             | Тип «Могадор»                                                                     | «Ташкент»                                                                         |
| --------------------------------------------------------------------------------- | --------------------------------------------------------------------------------- | --------------------------------------------------------------------------------- | --------------------------------------------------------------------------------------------- | --------------------------------------------------------------------------------- | --------------------------------------------------------------------------------- |
| Внешний вид                                                                       | нет изображения                                                                   |                                                                                   |                                                                                               |                                                                                   |                                                                                   |
| Водоизмещение, т                                                                  |                                                                                   |                                                                                   |                                                                                               |                                                                                   |                                                                                   |
| Стандартное водоизмещение                                                         | 2350                                                                              | 2080                                                                              | 2569                                                                                          | 2884                                                                              | 2836                                                                              |
| Нормальное водоизмещение                                                          | 2697                                                                              | н/д                                                                               | 2724—2800                                                                                     | н/д                                                                               | 3216                                                                              |
| Полное водоизмещение                                                              | 3045                                                                              | 2811                                                                              | 3380                                                                                          | 3954                                                                              | 4175                                                                              |
| Главные размерения, м                                                             |                                                                                   |                                                                                   |                                                                                               |                                                                                   |                                                                                   |
| Длина наибольшая                                                                  | 127,8                                                                             | 113                                                                               | 132,4                                                                                         | 137,5                                                                             | 139,7                                                                             |
| Ширина наибольшая                                                                 | 11,7                                                                              | 10,9                                                                              | 12,25                                                                                         | 12,5                                                                              | 13,7                                                                              |
| Осадка средняя                                                                    | 4,2                                                                               | 3,8                                                                               | 4,3                                                                                           | 4,57                                                                              | 4,2                                                                               |
| Энергетическая установка                                                          |                                                                                   |                                                                                   |                                                                                               |                                                                                   |                                                                                   |
| Мощность ГЭУ (полная/максимальная), л. с.                                         | 81 000/90 000                                                                     | 52 000                                                                            | 74 000/96 419                                                                                 | 90 000/104 925                                                                    | 130 000                                                                           |
| ТЗА                                                                               | 3                                                                                 | 2                                                                                 | 2                                                                                             | 2                                                                                 | 2                                                                                 |
| Главные котлы                                                                     | 3                                                                                 | 4                                                                                 | 4                                                                                             | 6                                                                                 | 4                                                                                 |
| Давление пара, кг/см²                                                             | 27                                                                                | 40                                                                                | н/д                                                                                           | 27                                                                                | Н/д                                                                               |
| Температура пара, °C                                                              | 350                                                                               | 440                                                                               | н/д                                                                                           | 350                                                                               | Н/д                                                                               |
| Скорость хода наибольшая, узлов                                                   | 42,5                                                                              | 37                                                                                | 42,7—45,2                                                                                     | 43,78                                                                             | 42,7                                                                              |
| Запас топлива, т (нормальный/полный/наибольший)                                   | 600/750/?                                                                         | 600/627/?                                                                         | 580/?/650                                                                                     | 630/?/721                                                                         | н/д                                                                               |
| Дальность плавания, морских миль                                                  | 900 (на 42 узлах) 2500 (на 20 узлах) 4100 (на 15 узлах)                           | 7500 (на 15 узлах)                                                                | 4000 (на 15 узлах) 3000 (на 21 узлах) 2500 (на 25 узлах) 1300 (на 32 узлах) 700 (на 37 узлах) | 4000 (на 18 узлах) 4200 (на 15 узлах)                                             | 5030 (на 20 узлах)                                                                |
| Вооружение                                                                        |                                                                                   |                                                                                   |                                                                                               |                                                                                   |                                                                                   |
| Артиллерия главного калибра                                                       | 3×2 Б-2ЛМ                                                                         | 4×2 127-мм/38                                                                     | 5×1 138-мм/45                                                                                 | 4×2 138-мм/52                                                                     | 3×2 Б-2ЛМ                                                                         |
| Боекомплект артиллерии ГК на ствол                                                | 150                                                                               | н/д                                                                               | 240                                                                                           | 180                                                                               | н/д                                                                               |
| Зенитное вооружение                                                               | 1×2 76-мм 39-К, 4×2 12,7-мм ДШК                                                   | 2×4 28-мм                                                                         | 2×2 37-мм M1933, 13-мм пулемёты                                                               | 4×1 37-мм M1933, 4 13-мм пулемёта                                                 | 1×2 76-мм 39-К, 6×37-мм/62 70-К, 6 12,7-мм ДШК                                    |
| Торпедные аппараты, боезапас                                                      | 2×5 533-мм 2-Н                                                                    | 3×4 533-мм                                                                        | 3×3 550-мм                                                                                    | 2×3, 2×2 550-мм                                                                   | 3×3 533-мм (18 торпед)                                                            |
| Бомбовое вооружение, боезапас (глубинных бомб)                                    | 2 бомбосбрасывателя                                                               | 2 бомбосбрасывателя                                                               | 2 бомбомёта (16)                                                                              | 2 бомбомёта                                                                       | 2 бомбосбрасывателя (4 ББ-1, 20 БМ-1)                                             |
| Экипаж                                                                            | 264 (269 со штабом)                                                               | 198                                                                               | 210                                                                                           | 238 или 264                                                                       | 250                                                                               |

### Комментарии
1. ↑  М. В. Викторов был снят с должности 30 декабря 1937 года и затем арестован; 15 января 1938 года первым наркомом ВМФ СССР стал армейский комиссар 1 ранга П. А. Смирнов, снятый с должности 22 июня 1938 года и арестованный 30 июня как «враг народа». После Смирнова обязанности наркома ВМФ СССР до 8 сентября 1938 занимал флагман флота 2 ранга П. И. Смирнов-Светловский.
2. ↑  Это название станция носила до принятия на вооружение Военно-Морского Флота СССР.
3. ↑  В советских и российских публикациях термин Esploratore традиционно переводят как «лидер эскадренных миноносцев» (в буквальном переводе этот термин означает «разведчик») и причисляют к лидерам корабли типа «Навигатори», хотя в зарубежной литературе эти корабли классифицируют как эсминцы, но сами итальянцы до 1938 года отличали класс эсминцев от Esploratore. В итальянской технической документации термином Esploratore также обозначался и построенный в Италии советский лидер «Ташкент».

### Публикации о истории разработки и службы кораблей проекта 48
- Качур П. И., Морин А. Б. Лидеры эскадренных миноносцев ВМФ СССР. — СПб.: Остров, 2003. — 240 с. — ISBN 5-94500-19-1.
- Качур П. И. «Гончие псы» Красного флота. «Ташкент», «Баку», «Ленинград». — Москва: Яуза, Коллекция, Эксмо, 2008. — 144 с. — ISBN 978-5-699-31614-4.
- Краснов В. Н. Судостроение и судоремонт на Чёрном море в 1941—1945 годах // Гангут. — СПб.: Издательство «Гангут», 1995. — № 9. — С. 22—35. — ISBN 5-85875-031-1.
- Краснов В. Н. Военное судостроение накануне Великой Отечественной войны. — М.: Наука, 2005. — 215 с. — ISBN 5-02-033780-3.
- Платонов А. В. Энциклопедия советских надводных кораблей, 1941—1945 / А. В. Платонов. — СПб.: Полигон, 2002. — 640 с. — 5000 экз. — ISBN 5-89173-178-9.
- Платонов А. В. Советские миноносцы. — СПб.: Галея-Принт, 2003. — Т. 1. — 90 с. — ISBN 5-8172-0078-3.
- Широкорад А. Б. Огненный меч Российского флота. — М.: Яуза, ЭКСМО, 2004. — 416 с. — ISBN 5-87849-155-9.

### Прочие публикации
- Кофман В. Л. Лидеры типа «Могадор». — 2008. — Вып. 8 (107). — ISBN 5-94500-19-1.
- Литинский Д. Ю. Суперэсминцы советского флота. — Специальный выпуск альманаха «Тайфун». — СПб., 1998. — 72 с.
- Патянин С. В. Лидеры, эскадренные миноносцы и миноносцы Франции во Второй мировой войне. — СПб.: Корабли и сражения, 2003. — 112 с. — (Боевые корабли мира).
- Рубанов О. А. Эскадренные миноносцы Англии во Второй мировой войне. Ч. 1 (1925—1939). — СПб.: Корабли и сражения, 2004. — 62 с. — (Боевые корабли мира).
- Трубицын С. Б. Эскадренные миноносцы типа «Навигатори». — СПб.: Корабли и сражения, 2002. — 48 с. — (Боевые корабли мира).
- Campbell J. Naval weapons of World War Two. — Annapolis, Maryland: Naval Institute Press, 1985. — ISBN 0-87021-459-4.
- Conway’s All the World’s Fighting Ships, 1922—1946. — London: Conway Maritime Press, 1980. — ISBN 0-85177-146-7.
- Fraccaroli A. Italian warships of World War II. — London: Ian Allan Ltd, 1968. — ISBN 07110-0002-6.
- Friedman N. The U. S. Destroyers: An Illustrated Design History. — Annapolis, Maryland, U.S.A.: Naval Institute Press, 1982. — P. 95. — ISBN 0-87021-7333.
- Hodges P., Friednan N. Destroyer weapons of World War Two. — London: Conway Maritime Press, 1985. — ISBN 0-87021-929-4.
- McComb, Dave. U.S. destroyers 1934—1945. Pre war classes. — Oxford: Osprey Publishing, 2010. — P. 48. — ISBN 978-1-84603-443-3.